# أصبوعيات
الأصبوعيات (الاسم العلمي: Adeleorina)، رتيبة حيوانات من الأوالي وطائفة معقدات القمة.